# Numbers (software)
Numbers is een spreadsheet-programma van Apple. Het werd op 7 augustus 2007 aangekondigd en maakt deel uit van het kantoorpakket iWork, waar ook de tekstverwerker Pages en de presentatiesoftware Keynote deel van uitmaken.
In tegenstelling tot Microsoft Excel werkt Numbers niet met één grote tabel, maar kan uit meerdere onafhankelijke tabellen, diagrammen en afbeeldingen bestaan. Deze worden op een soort ondergrond geprojecteerd en zijn vrij te verplaatsen.
Numbers kan documenten opslaan in Microsoft Excel-formaat, zodat ze uitwisselbaar zijn met gebruikers van Microsoft Office. Het is ook mogelijk om Excel-spreadsheets te openen in Numbers, maar daarbij worden niet alle functies ondersteund. Bij complexe Excel-functies levert dit foutmeldingen op. Omzetten naar PDF- en CSV-formaat is eveneens mogelijk.